# Cametá (microregio)
Cametá is een van de 22 microregio's van de Braziliaanse deelstaat Pará. Zij ligt in de mesoregio Nordeste Paraense en grenst aan de microregio's Altamira, Arari, Belém, Furos de Breves, Portel, Tomé-Açu en Tucuruí. De microregio heeft een oppervlakte van ca. 16.660 km². In 2006 werd het inwoneraantal geschat op 393.038.
Zeven gemeenten behoren tot deze microregio:
- Abaetetuba
- Baião
- Cametá
- Igarapé-Miri
- Limoeiro do Ajuru
- Mocajuba
- Oeiras do Pará

Mesoregio's: Baixo Amazonas · Marajó · Metropolitana de Belém · Nordeste Paraense · Sudeste Paraense · Sudoeste Paraense

Microregio's: Almerim · Altamira · Arari · Belém · Bragantina · Cametá · Castanhal · Conceição do Araguaia · Furos de Breves · Guamá · Itaituba · Marabá · Óbidos · Paragominas · Parauapebas · Portel · Redenção · Salgado · Santarém · São Félix do Xingu · Tomé-Açu · Tucuruí